# ウェルネット
ウェルネット株式会社（英: WELLNET CORPORATION）は、札幌市中央区と東京都港区に本社を置く企業。マルチペイメントサービスや電子認証・ケータイチケットサービス、コンビニ収納代行サービス、請求書発行代行サービスなどを展開している。プライバシーマーク使用許諾事業者（許諾番号 A820071（03））。ベリサインの通信情報の暗号化サービスと企業/組織の実在性の認証サービスを受けている。

## 沿革
参照：公式サイト
- 1983年4月1日 - 会社創設。当初の事業は親会社の一高たかはし（現・いちたかガスワン）の電算業務の受託で、本社は札幌市白石区。
- 1996年7月 - 商号をウェルネット株式会社に変更、合わせて業態変更。
- 1998年3月 - 「コンビニ収納代行システム」で通商産業省（現：経済産業省）より新規事業法に認定。
- 1999年
  - 3月 - 北海道より中小企業創造活動促進法に認定。
  - 10月 - 本社を札幌市中央区に移転。
- 2000年
  - 6月  - MMSシステムセンターを札幌市厚別区テクノパークに開設、24時間有人監視体制確立
  - 7月 - 航空券キャッシュチケットレススキーム稼動（ANA、JAL、JAS）、マルチメディア（コンビニ設置端末）での支払いを可能に（当初は、各マイレージ会員のみのサービス。後に会員以外へ拡大。）
- 2001年
  - 3月  - 「高速バスチケット代金収納代行＆チケット発券システム」稼動
- 2002年
  - 4月 - 日本情報処理開発協会よりプライバシーマーク使用許諾事業者に認定。
  - 5月 - 札幌市厚別区下野幌テクノパーク1丁目に社屋取得。
- 2004年12月12日 - ジャスダック上場。
- 2009年6月1日 - 親会社であった一高たかはしを完全子会社にする。本店を東京都千代田区内幸町に移転（業務機能、管理機能は札幌に残る）。
- 2010年6月30日 - 一高たかはしの全株式をサイサンに譲渡。
- 2011年7月 - ナノ・メディアを子会社化。
- 2013年5月 - Oakキャピタルがナノ・メディアを株式交換により完全子会社化。当社の子会社でなくなる。
- 2014年
  - 2月 - 東京証券取引所第二部に市場変更。
  - 12月19日 - 東京証券取引所第一部に指定替え。
- 2020年7月 - 本店を東京都港区虎ノ門に移転。
- 2021年7月 - 札幌市中央区に本社社屋を新設し登記上の本店も帰郷。
- 2023年10月 - 東京証券取引所スタンダードへ移行[3]。

## 備考
旧札幌社屋はかつてデービーソフト（2003年事業停止）の本社だった建物である。
現在の札幌本社社屋は札幌市中央区大通東10丁目11-4であり、本社機能は東京都港区虎ノ門との2拠点である。

## 提供サービス
- 空港バスチケットサービス
- バスもり!

## 提供番組
現在
- 見習い秘書のエルとアル presented by 支払秘書（TS ONE·JFN系5局、2019年4月7日 - ）

過去
- BUSTALGIA presented by WELLNET（TOKYO FM·JFN系、2016年10月2日 - 2017年9月23日）
- バス旅スト（TOKYO FM·JFN系、2017年10月1日 - 2019年3月31日）
- WELLNET presents 旅めし（TOKYO FM·JFN系、2019年4月7日 - 2019年9月29日）